# Yantzaza
Yantzaza är en ort i Ecuador.   Den ligger i provinsen Zamora Chinchipe, i den södra delen av landet, 400 km söder om huvudstaden Quito. Yantzaza ligger 826 meter över havet och antalet invånare är 9 970.
Terrängen runt Yantzaza är huvudsakligen kuperad, men åt nordväst är den bergig. Yantzaza ligger nere i en dal. Runt Yantzaza är det ganska glesbefolkat, med 32 invånare per kvadratkilometer. Det finns inga andra samhällen i närheten. I omgivningarna runt Yantzaza växer i huvudsak städsegrön lövskog.